# Diablero
Diablero est une série mexicaine produite par Morena Films pour Netflix. La série est basée sur le livre, de l'écrivain mexicain Francisco Haghenbeck, intitulé El Diablo me obligó. La série a été intégralement tournée dans les rues de Mexico. La série est diffusée depuis le 21 décembre 2018.

## Synopsis
L'histoire tourne autour du Père Ramiro Ventura, un prêtre qui cherche à obtenir l'aide du célèbre chasseur de démon ou "Diablero" Elvis Infante. Avec l'aide de Nancy Gama, cet improbable trio déclenche une série d'événements qui pourraient déterminer le sort de l'humanité.

## Distribution

### Acteurs principaux
- Christopher von Uckermann (VF : Damien Witecka) : le père Ramiro Ventura
- Horacio Garcia Rojas (VF : Fabien Jacquelin) : Heliodoro « Elvis » Infante
- Fátima Molina (VF : Audrey Sablé) : Enriqueta « Keta » Infante
- Gisselle Kuri (VF : Alice Taurand) : Nancy Gama
- Humberto Busto (VF : Jérémy Prévost) : Isaac « l'Indien »
- Dolores Heredia (VF : Françoise Vallon) : Mama Chabela (saison 1)
- Ela Velden : Lupe Reyna (saison 2)
- Michel Duval : Alejandro / Tepoz / Ahuizotl (saison 2)

### Acteurs récurrents
- Flavio Medina (en) (VF : Olivier Augrond) : le cardinal Morelo (saison 1, invité saison 2)
- Dulce Neri (VF : Elsa Bougerie) : Paulina
- Mariana Botas (VF : Léopoldine Serre) : Thalia
- Alexa Martin : Lucia (saison 1)
- Cassandra Iturralde : Mariana
- Takahiro Murokawa : Song
- Kya Shin : Son Hee
- Quetzalli Cortés : Wences
- Mathias del Castillo : Mayakén
- Luka Navarrete : Mayakén à 6 ans
- Hoze Meléndez : Altamirano (saison 2)
- Mahoalli Nassourou : Chica de Lupe (saison 2)
- Alberto Pavón : Conquistador

## Production
La série est annulée après deux saisons.

## Épisodes

### Saison 1 (2018)
1. Les Démons sont en chacun de nous (40 min)
2. Patte de chien, cœur de poulet (38 min)
3. Les Enfants disparus (38 min)
4. La Magie noire (38 min)
5. Le Conclave (42 min)
6. La Diablera (44 min)
7. Les Quatre tombes (40 min)
8. Le Ciel rouge (36 min)

### Saison 2 (2020)
1. À la recherche de Ventura (39 min)
2. L'Ahuizotl (42 min)
3. Les larmes du diable (32 min)
4. Coatlicue (33 min)
5. On ne choisit pas sa famille (37 min)
6. La clé noire (36 min)